# Gabriel Auguste Daubrée
Gabriel Auguste Daubrée (ur. 25 czerwca 1814 w Metzu, zm. 29 maja 1896 w Paryżu) – francuski geochemik, geolog i mineralog.

## Życiorys
W 1838 został regionalnym inżynierem górniczym departamentu Haut-Rhin, gdzie pracował przez 8 lat nad mapą geologiczną regionu, jednocześnie 1838-1852 był profesorem uniwersytetu w Strasburgu, a od 1862 École des Mines w Paryżu. Był członkiem francuskiej Akademii Nauk. Jest autorem prac na temat syntezy minerałów. Najważniejsze jego dzieło to Études synthétiques de géologie expérimentale z 1879. Został odznaczony Komandorią Legii Honorowej (1869). Kolekcjonował meteoryty; w 1881 opublikował pracę Météorites et la constitution géologique du globe (Meteoryty i geologiczny skład świata), w której zaproponował klasyfikację meteorytów, prezentując informacje o ich składzie i powiązaniu z pozaziemskimi skałami, oraz opisując zmianę ich kształtu po wejściu w ziemską atmosferę. Studiował również reakcje chemiczne w podziemnych wodach; wyniki tych badań opublikował w Les Eaux souterraines (1887). Od jego nazwiska zostały nazwane minerały daubreeite i daubreelite.